# São Valentim do Sul
São Valentim do Sul là một đô thị thuộc bang Rio Grande do Sul, Brasil. Đô thị này có diện tích 92,24 km², dân số năm 2007 là 2271 người, mật độ 24,62 người/km².